# Женска фудбалска репрезентација Израела
Женска фудбалска репрезентација Израела (хебр. נבחרת ישראל בכדורגל לנשים) је национални фудбалски тим који представља Израел на међународним такмичењима и под контролом је израелског Фудбалског савеза (хебр. ההתאחדות לכדורגל בישראל), владајућег тела за фудбал у Израелу.
Женска фудбалска репрезентација Израела је основана 1997. године. Женски фудбал у Израелу је развијен као наопака пирамида тако што је прво било стварање националног тима, а затим након 2 године оснивање прве женске фудбалске лиге у Израелу. Женски фудбал у Израелу се бори да се развије јер му недостају улагања.

## Историја
Женски фудбал у Израелу се први пут појавио 1970. године, а неколико клубова је формирано у наредним годинама. Међутим, ови клубови су одустали, осим М.И.Л.Н-а (Moa'don Israeli LeKaduregel Nashim (хебрејски: מועדון ישראלי לכדורגל נשים), који настављају да играју утакмице по Израелу како полузванине тако и егзибиционе утакмице. Током овог периода, тим који је представљао Израел играо је меч против Холандије, изгубивши резултатом 0 : 12.
Према захтеву ФИФА, 1997. године, ИФА је основала женску репрезентацију уочи Светског првенства за жене 1999. године. Рони Шнајдер је именована за менаџера тима и надгледала је низ утакмица, што је резултирало тимом који је обухватао 26 имена репрезентативних кандидата, које су одиграле своју прву званичну утакмицу против Румуније 2. новембра 1997. године.
Од априла 2015. репрезентација је одиграла 95 утакмица (31 победа, 7 ремија, 57 пораза), постигвши 111 голова. Тим тек треба да се појави на Светском првенству или на Европском првенству за жене.

## ФИФА рангирање
Ажурирано 14. април 2021
| Година | Крај године | Најбоља позиција | Најлошија позиција |
| ------ | ----------- | ---------------- | ------------------ |
| 2003   | 70          | 70               | 72                 |
| 2004   | 71          | 69               | 71                 |
| 2005   | 67          | 67               | 71                 |
| 2006   | 63          | 63               | 68                 |
| 2007   | 63          | 61               | 64                 |
| 2008   | 60          | 60               | 63                 |
| 2009   | 57          | 56               | 57                 |
| 2010   | 61          | 58               | 61                 |
| 2011   | 65          | 60               | 65                 |
| 2012   | 62          | 60               | 63                 |
| 2013   | 55          | 55               | 61                 |
| 2014   | 55          | 55               | 62                 |
| 2015   | 59          | 57               | 59                 |
| 2016   | 55          | 55               | 56                 |
| 2017   | 62          | 53               | 62                 |
| 2018   | 64          |                  | 64                 |
| 2019   | 63          |                  | 63                 |
| 2020   | 68          |                  |                    |
| 2021   |             |                  |                    |

## Достигнућа
Утакмице и голови од 25. новембар 2021.
Играчи чија су имена означена подебљаним словима су и даље активни, барем на клупском нивоу.
| #  | Име                 | Период    | Утакмица |
| -- | ------------------- | --------- | -------- |
| 1  | Карин Сендел        | 2005–     | 68       |
| 2  | Шај Саде            | 2009–2019 | 49       |
| 3  | Маја Барки          | 2002–2016 | 48       |
| 3  | Мишел Равиц         | 2005–2016 | 48       |
| 3  | Адва Твил           | 2008–2015 | 48       |
| 6  | Ли Фалкон           | 2009–     | 46       |
| 7  | Данијела Софер      | 2005–2019 | 40       |
| 8  | Сарит Шенар         | 2000–2012 | 39       |
| 9  | Ракел Шелина Израел | 2005–2016 | 38       |
| 10 | Меирав Шамир        | 2009–2016 | 36       |

| # | Име                 | Период      | Голова |
| - | ------------------- | ----------- | ------ |
| 1 | Силви Јан           | 1997–2007   | 29     |
| 2 | Сарит Шенар         | 2000–2012   | 14     |
| 3 | Ли Фалкон           | 2009–       | 7      |
| 3 | Ширли Чана          | 2002–2010   | 7      |
| 5 | Данијела Софер      | 2005–2019   | 5      |
| 5 | Ина Дидич           | 2000–2006   | 5      |
| 5 | Ракел Шелина Израел | 2005–2016   | 5      |
| 8 | Меитал Дајан        | 1998–2008   | 4      |
| 9 | 5. играчица         | 5. играчица | 3      |

## Такмичарски рекорд

### Светско првенство за жене
| Светско првенство у фудбалу за жене − резултати | Светско првенство у фудбалу за жене − резултати | Светско првенство у фудбалу за жене − резултати | Светско првенство у фудбалу за жене − резултати | Светско првенство у фудбалу за жене − резултати | Светско првенство у фудбалу за жене − резултати | Светско првенство у фудбалу за жене − резултати | Светско првенство у фудбалу за жене − резултати | Светско првенство у фудбалу за жене − резултати |        | Квалификациони резултати | Квалификациони резултати | Квалификациони резултати | Квалификациони резултати | Квалификациони резултати | Квалификациони резултати |
| Година                                          | Коло                                            | Позиција                                        | Ута                                             | Поб                                             | Нер                                             | Изг                                             | ГД                                              | ГП                                              | Ута    | Поб                      | Нер                      | Изг                      | ГД                       | ГП                       |                          |
| ----------------------------------------------- | ----------------------------------------------- | ----------------------------------------------- | ----------------------------------------------- | ----------------------------------------------- | ----------------------------------------------- | ----------------------------------------------- | ----------------------------------------------- | ----------------------------------------------- | ------ | ------------------------ | ------------------------ | ------------------------ | ------------------------ | ------------------------ | ------------------------ |
| 1991                                            | Нису учествовале                                | Нису учествовале                                | Нису учествовале                                | Нису учествовале                                | Нису учествовале                                | Нису учествовале                                | Нису учествовале                                | Нису учествовале                                | —      | —                        | —                        | —                        | —                        | —                        |                          |
| 1995                                            | Нису учествовале                                | Нису учествовале                                | Нису учествовале                                | Нису учествовале                                | Нису учествовале                                | Нису учествовале                                | Нису учествовале                                | Нису учествовале                                | —      | —                        | —                        | —                        | —                        | —                        |                          |
| 1999                                            | Нису се квалификовале                           | Нису се квалификовале                           | Нису се квалификовале                           | Нису се квалификовале                           | Нису се квалификовале                           | Нису се квалификовале                           | Нису се квалификовале                           | Нису се квалификовале                           | 8      | 1                        | 0                        | 7                        | 6                        | 31                       |                          |
| 2003                                            | Нису се квалификовале                           | Нису се квалификовале                           | Нису се квалификовале                           | Нису се квалификовале                           | Нису се квалификовале                           | Нису се квалификовале                           | Нису се квалификовале                           | Нису се квалификовале                           | 8      | 4                        | 1                        | 3                        | 12                       | 14                       |                          |
| 2007                                            | Нису се квалификовале                           | Нису се квалификовале                           | Нису се квалификовале                           | Нису се квалификовале                           | Нису се квалификовале                           | Нису се квалификовале                           | Нису се квалификовале                           | Нису се квалификовале                           | 6      | 4                        | 1                        | 1                        | 11                       | 6                        |                          |
| 2011                                            | Нису се квалификовале                           | Нису се квалификовале                           | Нису се квалификовале                           | Нису се квалификовале                           | Нису се квалификовале                           | Нису се квалификовале                           | Нису се квалификовале                           | Нису се квалификовале                           | 8      | 2                        | 0                        | 6                        | 4                        | 20                       |                          |
| 2015                                            | Нису се квалификовале                           | Нису се квалификовале                           | Нису се квалификовале                           | Нису се квалификовале                           | Нису се квалификовале                           | Нису се квалификовале                           | Нису се квалификовале                           | Нису се квалификовале                           | 10     | 4                        | 0                        | 6                        | 9                        | 27                       |                          |
| 2019                                            | Нису се квалификовале                           | Нису се квалификовале                           | Нису се квалификовале                           | Нису се квалификовале                           | Нису се квалификовале                           | Нису се квалификовале                           | Нису се квалификовале                           | Нису се квалификовале                           | 11     | 2                        | 2                        | 7                        | 9                        | 23                       |                          |
| 2023                                            | Нису се квалификовале                           | Нису се квалификовале                           | Нису се квалификовале                           | Нису се квалификовале                           | Нису се квалификовале                           | Нису се квалификовале                           | Нису се квалификовале                           | Нису се квалификовале                           | У току | У току                   | У току                   | У току                   | У току                   | У току                   |                          |
| Укупно                                          | —                                               | —                                               | —                                               | —                                               | —                                               | —                                               | —                                               | —                                               | 51     | 17                       | 4                        | 30                       | 51                       | 121                      |                          |

*Жребови укључују утакмице где је одлука пала извођењем једанаестераца.

### Европско првенство у фудбалу за жене
| Европско првенство у фудбалу за жене − резултати | Европско првенство у фудбалу за жене − резултати | Европско првенство у фудбалу за жене − резултати | Европско првенство у фудбалу за жене − резултати | Европско првенство у фудбалу за жене − резултати | Европско првенство у фудбалу за жене − резултати | Европско првенство у фудбалу за жене − резултати | Европско првенство у фудбалу за жене − резултати | Европско првенство у фудбалу за жене − резултати |     | Квалификациони резултати | Квалификациони резултати | Квалификациони резултати | Квалификациони резултати | Квалификациони резултати | Квалификациони резултати |
| Година                                           | Коло                                             | Позиција                                         | Ута                                              | Поб                                              | Нер                                              | Изг                                              | ГД                                               | ГП                                               | Ута | Поб                      | Нер                      | Изг                      | ГД                       | ГП                       |                          |
| ------------------------------------------------ | ------------------------------------------------ | ------------------------------------------------ | ------------------------------------------------ | ------------------------------------------------ | ------------------------------------------------ | ------------------------------------------------ | ------------------------------------------------ | ------------------------------------------------ | --- | ------------------------ | ------------------------ | ------------------------ | ------------------------ | ------------------------ | ------------------------ |
| 1991                                             | Нису учествовале                                 | Нису учествовале                                 | Нису учествовале                                 | Нису учествовале                                 | Нису учествовале                                 | Нису учествовале                                 | Нису учествовале                                 | Нису учествовале                                 | —   | —                        | —                        | —                        | —                        | —                        |                          |
| 1993                                             | Нису учествовале                                 | Нису учествовале                                 | Нису учествовале                                 | Нису учествовале                                 | Нису учествовале                                 | Нису учествовале                                 | Нису учествовале                                 | Нису учествовале                                 | —   | —                        | —                        | —                        | —                        | —                        |                          |
| 1995                                             | Нису учествовале                                 | Нису учествовале                                 | Нису учествовале                                 | Нису учествовале                                 | Нису учествовале                                 | Нису учествовале                                 | Нису учествовале                                 | Нису учествовале                                 | —   | —                        | —                        | —                        | —                        | —                        |                          |
| 1997                                             | Нису учествовале                                 | Нису учествовале                                 | Нису учествовале                                 | Нису учествовале                                 | Нису учествовале                                 | Нису учествовале                                 | Нису учествовале                                 | Нису учествовале                                 | —   | —                        | —                        | —                        | —                        | —                        |                          |
| 2001                                             | Нису се квалификовале                            | Нису се квалификовале                            | Нису се квалификовале                            | Нису се квалификовале                            | Нису се квалификовале                            | Нису се квалификовале                            | Нису се квалификовале                            | Нису се квалификовале                            | 8   | 2                        | 0                        | 6                        | 5                        | 26                       |                          |
| 2005                                             | Нису се квалификовале                            | Нису се квалификовале                            | Нису се квалификовале                            | Нису се квалификовале                            | Нису се квалификовале                            | Нису се квалификовале                            | Нису се квалификовале                            | Нису се квалификовале                            | 6   | 3                        | 2                        | 1                        | 20                       | 6                        |                          |
| 2009                                             | Нису се квалификовале                            | Нису се квалификовале                            | Нису се квалификовале                            | Нису се квалификовале                            | Нису се квалификовале                            | Нису се квалификовале                            | Нису се квалификовале                            | Нису се квалификовале                            | 11  | 3                        | 1                        | 7                        | 12                       | 35                       |                          |
| 2013                                             | Нису се квалификовале                            | Нису се квалификовале                            | Нису се квалификовале                            | Нису се квалификовале                            | Нису се квалификовале                            | Нису се квалификовале                            | Нису се квалификовале                            | Нису се квалификовале                            | 8   | 0                        | 0                        | 8                        | 1                        | 36                       |                          |
| 2017                                             | Нису се квалификовале                            | Нису се квалификовале                            | Нису се квалификовале                            | Нису се квалификовале                            | Нису се квалификовале                            | Нису се квалификовале                            | Нису се квалификовале                            | Нису се квалификовале                            | 6   | 0                        | 2                        | 4                        | 2                        | 9                        |                          |
| 2022                                             | Нису се квалификовале                            | Нису се квалификовале                            | Нису се квалификовале                            | Нису се квалификовале                            | Нису се квалификовале                            | Нису се квалификовале                            | Нису се квалификовале                            | Нису се квалификовале                            | 10  | 2                        | 1                        | 7                        | 10                       | 30                       |                          |
| Укупно                                           | —                                                | —                                                | —                                                | —                                                | —                                                | —                                                | —                                                | —                                                | 49  | 10                       | 6                        | 33                       | 50                       | 142                      |                          |

*Жребови укључују утакмице где је одлука пала извођењем једанаестераца.